# Pornotube
PornoTube är en reklambaserad webbplats som tillhandahåller videor, ljud och foton med pornografiskt material utan kostnad.
Webbsidan är en av de pornografiska webbplatser som är mest använda på internet. Den lanserades i juli 2006 av företaget AEBN, som är baserat i Charlotte i North Carolina i USA. Webbplatsens största konkurrent är YouPorn, vilken startades i augusti 2006. I slutet av 2006 fick PornoTube stor mediauppmärksamhet när en video med Britney Spears och Kevin Federline dök upp på sajten.
Den 6 december 2007 stämde Vivid Entertainment PornoTube för att de ansåg att företaget tjänade pengar på att de laddade upp Vivids upphovsrättsskyddade filmer. De menade också att PornoTube inte kunde garantera att de personer som syntes på sajten hade rätt ålder. Stämningen återtogs av Vivid i oktober 2008.